# Rote Robin
Rote Robin ist ein britisch-US-amerikanischer Stop-Motion-Kurz-Animationsfilm mit Musical-Elementen von Michael Please und Dan Ojari aus dem Jahr 2021. Er wurde am 24. November 2021 über den Streamingdienst Netflix weltweit veröffentlicht.

## Handlung
Vor einer Mäusefamilie landet ein Vogelei, aus dem das Rotkehlchenmädchen Robin (‚Robin‘ ist Englisch für Rotkehlchen) schlüpft. Die Mäusefamilie beschließt, den Vogel aufzuziehen. Dies endet damit, dass sich Robin für eine Maus hält und nie das Fliegen lernt.
Als Robin wieder einmal einen Beutezug der Mäuse in einem Gemensche-Haus ruiniert, zweifelt sie daran, eine Maus zu sein. Obwohl der Mäusevater sie verteidigt, hat sie Schuldgefühle. Nachts versucht sie, in ein anderes Gemenschen-Haus einzudringen. Dort trifft sie die diebische Elster. Sie können gerade noch einmal der Katze entkommen. Die Elster führt Robin in ihren Unterschlupf und zeigt ihr die wundervollen Dinge, die sie angesammelt hat. Zugleich erzählt sie die Geschichte von einem Weihnachtsstern an der Spitze eines Baums, der dafür sorge, dass die Menschen die wundervollen Dinge bekommen. Die beiden beschließen, in das Haus der Menschen einzudringen und den Stern zu stehlen. Dies gelingt, bis Robin mal wieder Lärm verursacht und sich in einem Schuppen versteckt. So macht sie die Katze auf sich aufmerksam. Es gelingt ihr zwar, die Katze mit Feuer zu vertreiben, doch damit jagt sie den gesamten Schuppen in die Luft.
Zurück im Elster-Unterschlupf wünscht sich Robin nichts anderes, als keine furchtbare Maus mehr zu sein, sondern eine echte Maus. Am nächsten Tag erscheint die Mäusefamilie. Doch gerade als es zur Wiedervereinigung kommen soll, taucht die Katze auf. Robin gelingt es schließlich in einem Showdown, die Katze zu besiegen. Dabei lernt sie auch das Fliegen.
Am Ende gehen Robin, Elster und Mäusefamilie gemeinsam auf die Suche nach Krümeln. Während Robin die Menschen ablenkt, blockiert die Elster mit einem Löffel die Tür und die Mäuse räumen den Essenstisch leer.

## Hintergrund
Der Film ist eine Koproduktion zwischen Netflix und Aardman Animations. Damit markiert Rote Robin die erste Zusammenarbeit zwischen den beiden Studios und zugleich das Ende der Zusammenarbeit zwischen Aardman und BBC.
Seine Premiere hatte der Film am 9. Oktober 2021 auf dem BFI London Film Festival. Die weltweite Veröffentlichung erfolgte am 24. November 2021 über Netflix.
Der Film wurde bei der Oscarverleihung 2022 als Bester animierter Kurzfilm nominiert.

## Deutsche Synchronfassung
Die deutsche Synchronbearbeitung entstand bei Iyuno Germany in Berlin. Cornelia Steiner schrieb das Dialogbuch und führte Dialogregie.
| Rolle      | Englischer Sprecher   | Deutscher Sprecher  |
| ---------- | --------------------- | ------------------- |
| Robin      | Bronte Carmichael     | Magdalena Montasser |
| Elster     | Richard E. Grant      | Jaron Löwenberg     |
| Katze      | Gillian Anderson      | Melanie Pukaß       |
| Mäusevater | Adeel Akhtar          | Valentin Stilu      |
| Dink       | Amira Macey-Michael   | Lana Finn Marti     |
| Pip        | Tom Pegler            | Philip Süß          |
| Flynn      | Endeavour Clutterbuck | Saskia Glück        |
| Flin       | Megan Harris          | Anna Lisa Steiner   |